# Günter Kiefer-Lerch
Günter Kiefer-Lerch (* 19. Dezember 1937 in Danzig; † 20. Oktober 2014 in Berlin; auch Benno Lerch oder Günter Lerch) war ein deutscher Maler und Grafiker, Buchillustrator und Karikaturist.

## Leben und Werk

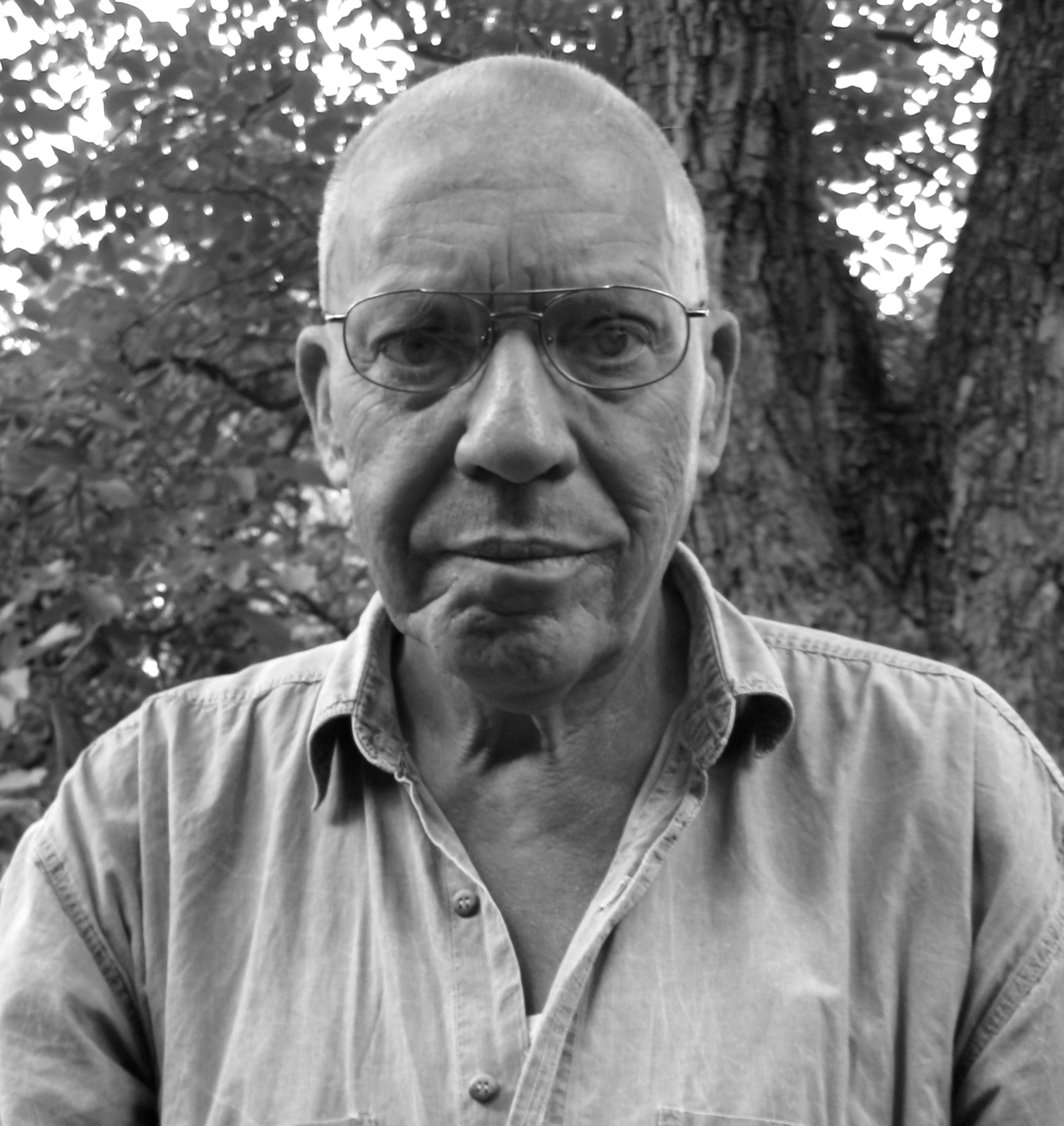
Kiefer-Lerch in seinem Garten-Atelier

Kiefer-Lerch wuchs in Danzig-Westpreußen auf. Zum Ende des Zweiten Weltkrieges flüchtete seine Mutter mit ihm und seinem älteren Bruder nach Mecklenburg-Vorpommern. 1945 siedelte sich die Familie in Ribnitz-Damgarten an, wo er 1956 das Abitur absolvierte. Von 1957 bis 1960 besuchte er die Fachschule für angewandte Kunst Heiligendamm. 1960 beendete er sein Studium als Gebrauchsgrafiker. Bis 1961 arbeitete er als solcher bei der DEWAG-Werbung in Schwerin und bis 1963 in Frankfurt/Oder. 1964 zog er nach Berlin und arbeitete bis 1965 bei der Konsum-Werbung und 1965/1966 bei der DEWAG-Werbung. Seitdem arbeitete er als freischaffender Künstler. Er war von 1965 bis 1990 Mitglied des Verband Bildender Künstler der DDR. Lerch illustrierte für Werbung und als Buchillustrator beim Aufbau-Verlag, Rütten & Loening und dem Eulenspiegel-Verlag.  Regelmäßig reiste er zu Arbeitsaufenthalten in die Künstlerkolonie Ahrenshoop.
Kiefer-Lerch zeichnete hauptsächlich Pastelle, Aquarelle und Acrylbilder, wobei neben abstrakten Arbeiten zahlreiche nordische Landschaftsmotive entstanden. Zeitgleich setzte er sich immer wieder karikaturistisch mit gesellschaftspolitischen Themen auseinander. Kiefer-Lerch war 1991 Mitbegründer der Cartoonfabrik Berlin.
Bis zu seinem Tod im Jahr 2014 lebte und arbeitete Kiefer-Lerch in seinem Wohn- und Arbeitsatelier in Berlin-Friedrichshagen. Sein Grab befindet sich im FriedWald Bernau bei Berlin.

## Buchillustrationen (Auswahl)
- Michail Sostschenko: Werthers Leiden oder Die Zukunftsvision eines Radfahrers. Rütten & Loening, Berlin, 1968
- Vladislav Vančura: Dirnen, Gaukler, Advokaten. Rütten & Loening, Berlin, 1975
- Ján Lenčo: Der Pakt mit dem Teufel. Rütten & Loening, Berlin, 1982
- Edward Redlinksi: Aufschwung oder Das Paradies. Rütten & Loening, Berlin, 1978
- Iwan Turgenjew: Fünf Erzählungen. Tagebuch eines überflüssigen Menschen. Aufbau-Verlag, Berlin und Weimar, 1983
- Iwan Turgenjew: Ein König Lear der Steppe. Aufbau-Verlag, Berlin und Weimar, 1983
- Karel Capek: Wie in alten Zeiten. Das Buch der Apokryphen. Aufbau-Verlag, Berlin und Weimar, 1986
- Bogdan Madej: Rattensalbe. Rütten & Loening, Berlin, 1987
- Waldemar Dege: Lob des Unkrauts. Gedichte. Eulenspiegel-Verlag, Berlin, 1984
- Jürgen Köditz: Spitzensalat. Aphorismen. Eulenspiegel-Verlag, Berlin, 1989

## Ausstellungen (mutmaßlich unvollständig)
- 1982/1983: Dresden, Kunstausstellung der DDR
- 1979, 1982 und 1986: Berlin, Bezirkskunstausstellungen